# Sve-trans-10'-apo-beta-karotenal 13,14-razlaganje dioksigenaza
Sve-trans-10'-apo-beta-karotenal 13,14-razlaganje dioksigenaza (EC 1.13.11.70,  (gen), MAX4 (gen), NCED8 (gen)) je enzim sa sistematskim imenom sve-trans-10'-apo-beta-karotenal:O2 oksidoreduktaza (13,14-razlaganje). Ovaj enzim katalizuje sledeću hemijsku reakciju
sve--10'-apo-beta-karotenal + O2 {\displaystyle \rightleftharpoons } 13-apo-beta-karotenon + (2E,4E,6E)-4-metilokta-2,4,6-trienedial
Ovaj enzim sadrži Fe2+. Enzim iz biljke Arabidopsis thaliana takođe katalizuje reakciju enzima EC 1.13.11.69, karlaktonske sintaze.

## Literatura
- Nicholas C. Price; Lewis Stevens (1999). Fundamentals of Enzymology: The Cell and Molecular Biology of Catalytic Proteins (Third изд.). USA: Oxford University Press. ISBN 019850229X.
- Eric J. Toone (2006). Advances in Enzymology and Related Areas of Molecular Biology, Protein Evolution (Volume 75 изд.). Wiley-Interscience. ISBN 0471205036.
- Branden C; Tooze J. Introduction to Protein Structure. New York, NY: Garland Publishing. ISBN 0-8153-2305-0.
- Irwin H. Segel. Enzyme Kinetics: Behavior and Analysis of Rapid Equilibrium and Steady-State Enzyme Systems (Book 44 изд.). Wiley Classics Library. ISBN 0471303097.
- William P. Jencks (1987). Catalysis in Chemistry and Enzymology. Dover Publications. ISBN 0486654605.

## Spoljašnje veze
- All-trans-10'-apo-beta-carotenal+13,14-cleaving+dioxygenase на 